# 智恵光院通

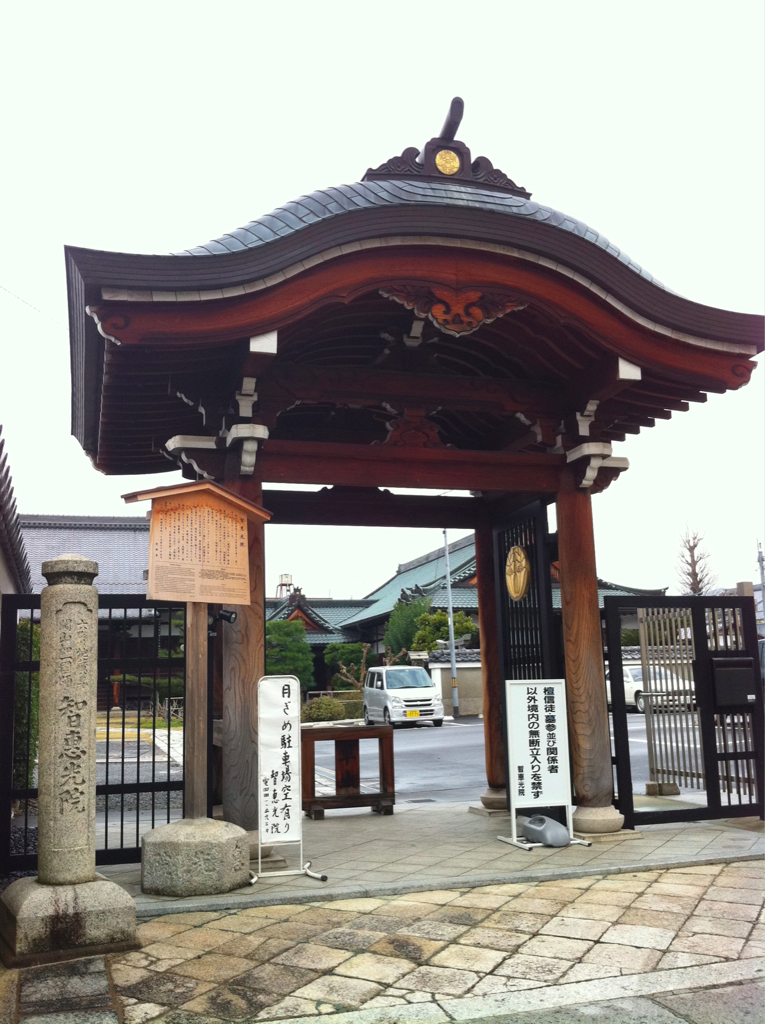
智恵光院通の由来となっている智恵光院

智恵光院通（ちえこういんどおり）は京都市内の南北の通りの一つ。北は北大路通の大徳寺門前から南は竹屋町通の二条城の北の堀端まで、大宮通と千本通の間を走る。途中、寺之内通と丸太町通で鍵の手に折れる。また、下立売通の南方で約25～30m間 北西⇔南東に遷移する区間がある。南の延長線上、御池通から南に矢城通、さらに南に壬生川通（壬生通）がある。
寺之内通以北は住宅地の中を走る細い通り、寺之内通から丸太町通までは両側に歩道も設けられた2車線道路だが、通過する車両は比較的少ない。
智恵光院通では、1945年3月から行われた第3次建物疎開において消防空地（消防活動用の道路）として寺之内通から丸太町通の間で拡幅が行われた。
笹屋町通以北では通りの東側の家屋を、以南では西側の家屋を取り壊して道路を拡幅した。
また、下長者町通北東角にある辰巳公園には、1945年6月26日の「西陣空襲」を記録する碑が建てられている
。
1964年1月27日までは京都市営バス25号系統の運行経路の一部として寺之内⇔丸太町間、また1981年5月29日の系統廃止までは今出川⇔丸太町間が設定されていた。
名前は一条上ルにある智恵光院からつけられた。

## 沿道の主な社寺・施設
- 大徳寺 北大路
- 櫟谷七野神社（いちいだにななのじんじゃ）上御霊前通東入
- 雨宝院 上立売通西入
- 本隆寺 上立売下ル
- 首途八幡宮（かどではちまんぐう） 今出川上ル
- 智恵光院 一条上ル（北緯35度01分37.3秒 東経135度44分46.0秒 / 北緯35.027028度 東経135.746111度）
- 旧NHK京都放送局 郁芳北通角（丸太町下ル）
- 京都市下水道局北部管理事務所 郁芳北通東入
- 京都市水道局丸太町営業所 同上
- 二条城北門（使われていない）竹屋町通